# 8 de febrer
El 8 de febrer és el trenta-novè dia de l'any del calendari gregorià. Queden 326 dies per finalitzar l'any i 327 en els anys de traspàs.

## Esdeveniments
Països Catalans
- 1863 - Mataró: funden la Caixa d'Estalvis Laietana.
- 1976 - Barcelona: importants manifestacions per tota la ciutat, reprimides per la policia armada, sota el lema de "Llibertat, Amnistia i Estatut d'Autonomia" responent a la convocatòria realitzada per l'Assemblea de Catalunya al Parc de la Ciutadella. Aquestes manifestacions havien estat precedides per les del diumenge anterior dia 1 de febrer.

Resta del món
- 1904 - Lüshun (Dalian, la Xina): el Japó ataca per sorpresa la potent flota russa de l'extrem Orient ancorada a l'aleshores anomenat Port Arthur: hi comença la guerra russojaponesa.
- 1961 - París (França): Desenes de persones moren a mans de la policia en la massacre de París de 1961.[1]

## Naixements
Països Catalans
- 1825 - Castelló de la Plana: Amalia Fenollosa Peris, poetessa i novel·lista romàntica (m. 1869).[2]
- 1885 - Manlleu: Joan Viladomat i Massanas, músic català (m. 1940).
- 1911 - Albalat de la Ribera: Maria Mulet, mestra i escriptora valenciana (m. 1982).[3]
- 1920 - Barcelona: Josep Maria Ballarín i Monset, capellà i escriptor. Popularment conegut com a "Mossèn Tronxo" (m. 2016).
- 1924 - Barcelona: Josep Coll i Coll, dibuixant i guionista de còmic català, un dels puntals de la revista TBO.[4]
- 1922 - València: Manuel Oltra i Ferrer, professor de música coral i per a cobla (m. 2015).
- 1935 - Barcelona: Maria Cinta Compta, actriu de teatre i cinema catalana.
- 1955 - Maó, Menorca: Cristina Rita Larrucea, historiadora, arqueòloga i política menorquina.[5]
- 1968 - Castelló de la Plana: Amparo Marco Gual, economista i política valenciana; ha estat diputada i alcaldessa de Castelló.[6]

Resta del món
- 1700 - Groningen: Daniel Bernoulli, matemàtic neerlandès (m. 1782).
- 1718 - Tolò, França: Joseph-Marie Amiot, jesuïta missioner i pintor francès a Pequín (m. 1793).[7]
- 1741 - Lieja (Principat de Lieja): André Ernest Modeste Grétry, compositor d'òperes i operetes (m. 1813).[8]
- 1805 - Lo Puget Tenier, Alps Marítims (Occitània): Louis Auguste Blanqui, polític i periodista (m. 1881).[9]
- 1819 - Londres (Regne Unit): John Ruskin, escriptor, crític d'art, sociòleg i reformador social (m. 1900).
- 1820 - Lancaster, Ohio (EUA): William T. Sherman, militar estatunidenc (m. 1891).[10]
- 1828 - Nantes (França): Jules Verne, escriptor francès (m. 1905).
- 1831 - Christiana, Delaware: Rebecca Lee Crumpler, primera metgessa afroamericana als Estats Units (m. 1895).[11]
- 1834 - Tobolsk, Rússia: Dmitri Mendeléiev, químic rus, inventor de la taula periòdica (m. 1907).
- 1850 - St. Louis, Missouri: Kate Chopin, escriptora estatunidenca, precursora de l'interès per la llibertat de les dones (m.1904).[12]
- 1860 - Hèlsinki: Selma Kajanus, concertista i professora de piano i arpista (m. 1935).[13]
- 1876 - Dresden: Paula Modersohn-Becker, pintora expressionista alemanya (m. 1907).[14]
- 1911 - Worcester, Massachusetts: Elizabeth Bishop, poeta estatunidenca, Premi Pulitzer de poesia el 1956 (m. 1979).[15]
- 1903 - Sagua la Grande (Villa Clara, Cuba): Antonio Abad Lugo Machín, conegut com a Antonio Machín, cantant cubà (m. 1977).
- 1918 - Madrid (Regne d'Espanya): Enrique Tierno Galván, polític i assagista espanyol (m. 1986).
- 1921 - Wallace, Idaho: Lana Turner, una actriu estatunidenca de Hollywood (m. 1995).[16]
- 1928 - Zerbst (Alemanya): Siegfried Fink, percussionista, compositor i professor alemany (m. 2006).
- 1931 - Marion, Indiana (EUA): James Dean, actor estatunidenc. Mort el 30 de setembre de 1955.
- 1932 - Nova York (EUA): John Williams, Compositor estatunidenc.
- 1933 - Rotterdam (Països Baixos): Elly Ameling, soprano neerlandesa.
- 1937 - París: Françoise Claustre, etnòloga i arqueòloga francesa, directora emèrita de recerca del CNRS (m. 2006).[17]
- 1941 - Omaha, Nebraska, Estats Units: Nick Nolte, actor i productor de cinema estatunidenc.
- 1946 - Maribor, Eslovènia: Berta Bojetu, poeta, escriptora i actriu eslovena (m. 1997).[18]
- 1958 - Acre: Marina Silva, ambientalista i política brasilera; ha estat Ministra de Medi Ambient del Brasil.[19]
- 1975 - Tbilisi, Geòrgia: Rusudan Gotsiridze, bisbe de l'Església Baptista Evangèlica de Geòrgia i defensora dels drets de les dones.
- 1977 - Plymouth, Massachusetts (EUA): Phoenix Farrell, baixista de Linkin Park.
- 1980 - Niort, Deux-Sèvres: Catherine Meurisse, dibuixant de còmics, il·lustradora i guionista francesa.[20]
- 1987 - Stokke: Lise Davidsen, cantant d'òpera noruega.[21]
- 1991 - Bekoji, Etiòpia: Genzebe Dibaba atleta etíop.[22]
- 2001 - Sujeong-dong, Busan, Corea del Sud: Yang Jeong-in, cantant, ballarí, compositor, raper, productor, model, membre de Stray Kids

## Necrològiques
Països Catalans
- 1910 - Sabadell: Francesc Sallarès i Salt, escolapi català (n. 1838).
- 1914 - Barcelona: Josefa Teixidor i Torres, pintora catalana.[23]
- 1934 - El Pla del Penedès: Dolors Prats i Respall, mestra i pintora (n. 1861).[24]
- 2005 - Vinaròs: Alfred Giner i Sorolla, poeta i farmacòleg valencià (n. 1919).

Resta del món
- 1587 - Anglaterra: Mor executada la fins llavors reina d'Escòcia Maria Stuart (n. 1542).[25]
- 1884 - Princeton (Nova Jersey, EUA): Arnold Henry Guyot, geòleg i geògraf (n. 1807).
- 1911 - Graus, Ribagorça: Joaquín Costa Martínez, polític, jurista, economista i historiador aragonès (n. 1846).
- 1918 - Barbizon (França): Louis Renault, jurista francès, Premi Nobel de la Pau de 1907 (n. 1843).
- 1921 - Dmítrov (Rússia): Piotr Kropotkin, anarquista rus, geògraf i zoòleg (n. 1842)[26]
- 1932 - Niça: Eugenia Osterberger, compositora i pianista espanyola del Romanticisme (n. 1852).[27]
- 1938 - Gant (Bèlgica): Edward Anseele, polític, cofundador del Partit Obrer Belga (n. 1856).
- 1957
  - Heidelberg (Alemanya): Walther Bothe, físic, químic i matemàtic alemany, Premi Nobel de Física de l'any 1954 (n. 1891).
  - Washington DC (EUA): John von Neumann, científic, físic i matemàtic estatunidenc jueu d'origen hongarès (n. 1903).
- 1975 - Great Missenden, Buckinghamshire (Anglaterra): Robert Robinson, químic anglès, Premi Nobel de Química de l'any 1947 (n. 1886).
- 1999 - Oxford (Anglaterra): Iris Murdoch, escriptora i filòsofa britànica (n. 1919).[28]
- 2002 - Sankt Moritz: Elisabeth Mann Borgese, experta internacional en dret i polítiques marítimes i en la protecció del medi ambient.[29]
- 2008 - Estocolmː Eva Dahlbeck, autora i actriu sueca (n. 1920).[30]
- 2021 - Las Vegas, Nevada (EUA): Mary Wilson, cantant estatunidenca, cofundadora i membre de The Supremes (n. 1944).[31]

## Festes i commemoracions

### Santoral[32]

#### Església Catòlica[33]
- Sants al Martirologi romà (2011): Quinta d'Alexandria, màrtir (259); Juvenci de Pavia, bisbe (397); Màrtirs de Constantinoble (485); Honorat de Milà, bisbe (570); Pau de Verdun, bisbe (649); Nicet de Besançon, bisbe (s. VII); Esteve de Grandmont, fundador dels grandmontesos (1124); Jeroni Emiliani, fundador dels pares somascos (1537); Josefina Bakhita, verge (1947).
  - Beats al Martirologi romà (2011): Pere Igni, monjo (1089); Giuseppina Gabriella Bonino (1906), fundadora de les Germanes de la Sagrada Família de Natzaret.
- Sants que no figuren al Martirologi: Pau, Luci i Ciríac de Roma, màrtirs; Kigwe de Cornualla, verge (s. V); Guetenoc i Jacut de Bretanya (s. VI); Macari d'Auxerre, abat (ca. 585); Drume de Canihuel, eremita (s. V-VI); Màrtirs de Persia (s. VI); Oncho de Clonmore, pelegrí i poeta (ca. 600); Ermenfrid de Verdun, bisbe (612); Elfreda de Whitby, abadessa (714); Laureat de Castelpoto, màrtir; Cuthman de Steyning, eremita (800); Meingold d'Huy, màrtir (ca. 892).
- Beats que no figuren al Martirologi: Jacopa de Settesoli, amiga de Francesc d'Assís (segle xiii).
- Venerables: Milada de Praga, abadessa (994); Isaias Boner, monjo (1471); Philipp Jeningen, prevere (1704).
- Venerats a l'Orde de la Mercè: beats Alfons de Riera, Francesc d'Aretto, Dionisi Rugger i François Donsu.

#### Església Copta
- 1 Meixir: Els 150 Pares del Concili de Constantinoble I (381); Pere I d'Alexandria, bisbe i màrtir (311).

#### Església Apostòlica Armènia
- 19 Arac': Terratrèmol al temps de Teòfil el Jove; Espensip, Elasip, Melasip i Neonil·la, màrtirs a Capadòcia; Xenofon, Maria, Arcadi i Joan (510).

#### Església Ortodoxa (segons el calendari julià)
- Se celebren els corresponents al 21 de febrer del calendari gregorià.

#### Església Ortodoxa (segons el calendari gregorià)
Corresponen als sants del 26 de gener del calendari julià.
- Sants: Ananies, Pere i set soldats màrtirs de Fenícia (295); Ammon, deixeble d'Antoni el Gran (350); Simeó el Vell del Sinaí (ca. 390); Paula de Roma, verge (404); Xenofont, Maria, i els seus fills Arcadi i Joan de Constantinoble (510); Gabriel de Jerusalem, abat (s. V); Josep Estudita, bisbe de Tessalònica (832); troballa de les restes de Teodor Estudita en 845; David IV de Geòrgia, rei (1113); Xenofont de Robeiki, monjo (1262); Gabriel de Novgorod, metropolità (1801); Matuixka Maria de Gatxina, màrtirs (1930); Ciril de Kazan, màrtir (1937); Arcadi, Joan, màrtirs (1938)

##### Església Ortodoxa de Grècia
- Climent l'Estilita, monjo (1111); Dos màrtirs de Frígia

##### Església Ortodoxa de Geòrgia
- David IV de Geòrgia, rei (1113).

#### Església Evangèlica d'Alemanya
- Georg Wagner, màrtir (1527).